# Moggridgea rupicola
Moggridgea rupicola är en spindelart som beskrevs av Hewitt 1913. Moggridgea rupicola ingår i släktet Moggridgea och familjen Migidae. Inga underarter finns listade i Catalogue of Life.